# فولفغانغ هايشل
فولفغانغ هايشل (بالألمانية: Wolfgang Heichel)‏ (4 نوفمبر 1950 في مايسن) هو مغني ألماني. أصبح معروفا من خلال عضويتة ضمن فرقة البوب الألمانية دشينغهيس كان.
بعد تخرجه من الثانوية، درس فن التعليم وطب الأسنان، كان متزوج بين عامي 1976 إلى غاية 1986 مع هينريتي شتروبل التي كانت معه أيضا في نفس الفرقة. بعد حل الفرقة عام 1985 شارك كعضو مع فرقة «هذه الحياة» في مسابقة يوروفيجن للأغاني عام 1986، لكن تحصلت أغنيته «الهاتف» على المرتبة الأخيرة.
اشتغل فيما بعد خلف الكواليس كمنتج. عاد منذ عام 2005 مرة أخرى عضو في دشينغهيس كان.

## وصلات خارجية
- فولفغانغ هايشل على موقع ميوزك برينز (الإنجليزية)
- فولفغانغ هايشل على موقع ديسكوغز (الإنجليزية)